# Oswaldia muscaria
Oswaldia muscaria là một loài ruồi trong họ Tachinidae.